# ボブ・デヨング
ボブ・デヨング（Bob de Jong、1976年11月13日 - ）は、オランダ・レイマイデン出身の男子スピードスケート選手。15年以上に渡りトップレベルで活躍した長距離種目のスペシャリストである。

## 経歴
幼少期からスケートに熱中する。当時は祖父母の家の近くにあった湖を滑り、夏はローラースケートで練習した。早くから頭角を現し、1995年の世界ジュニア選手権で優勝。翌年の同大会では3000mの世界記録をマークした。同年にシニアの国際舞台にデビューし、長距離(5000/10000mの合算)でワールドカップ総合3位に入る。初めての五輪となった長野オリンピックでは10000mで銀メダルを獲得。さらに1999年の世界距離別選手権で初優勝を果たすなど、順調に実績を積み重ねていった。
しかし、優勝候補として臨んだソルトレークシティオリンピックでは、プレッシャーに勝てずメダルを逃した。その後アマチュアに転じ、土木技師として働きながら地元の学生たちとのトレーニングなどを行い、トリノオリンピックでは念願の金メダルを手にした。その後、バンクーバー・ソチの2度のオリンピックでもメダルを獲得。
2011年には、その年に傑出したパフォーマンスを見せたスピードスケート選手に贈られるオスカー・マティセン賞(英語版)を授与され、オランダ　スポーツマンオブザイヤーにもノミネートされた。またオランダで最も優れた長距離スピードスケーターに贈られるアルト・シェンク賞(英語版)にも2度選ばれている。
ソチオリンピックの後に現役を引退。2018年の平昌オリンピックでは韓国チームのコーチを務めた。

## 人物・エピソード
- ニックネームは「ウッディー」である。
- 少年期にはサッカーや水泳もしていた[1]。
- アスリートとしてのモットーは「徹底的に取り組むことで夢の実現に近づける」(By working very thoroughly one can reach the success of his dreams.)[3]
- 長野オリンピックのメダルはウィレム＝アレクサンダーから受け取っている[1]。
- 2007年にはオランダの「Dancing with the Stars」というテレビ番組でダンスを披露している[3]。